# Desogestrel
Desogestrel é o fármaco (ou substância ativa) usado em contraceptivos hormonais de 3ª geração. Se trata de uma forma sintética do hormônio progesterona.

## Mecanismo de ação e metabolismo
O contraceptivo pode conter o desogestrel como único agente ativo ou associado com etinilestradiol (contraceptivo oral combinado). Ministrado de maneira oral, como contraceptivo regular, este tem a função de inibir a ovulação, também pode causar atrofia do endométrio e impedir a implantação do etinilestradiol serve como potencializador do desogestrel nos combinados.
No corpo o desogestrel se liga à albumina plasmática e ao hormonio sexual transportador SHGB. Após ministrado este é absovido rapidamente e matabolizado por completo para a forma do etonogestrel. Seu metabolito ativo é o "desogestrel-3-cetona".[carece de fontes?]

## Nomes comerciais
- cerazette[3]
- desogestrel[3]
- mercilon (combinado)[4]
- microdiol (combinado)[1]
- nactali[5]
- primera (combinado)[6]